# HAT-P-17
HAT-P-17 — звезда, которая находится в созвездии Лебедя на расстоянии около 293 световых лет от нас. Вокруг звезды обращается, как минимум, две планеты.

## Характеристики
HAT-P-17 представляет собой оранжевый карлик с диаметром и массой, равными 0,85 и 0,83 солнечных соответственно. Это довольно старая звезда возрастом приблизительно 7,8 миллиардов лет, светимость составляет менее чем половину светимости Солнца. Температура поверхности звезды составляет около 5246 кельвинов.

## Планетная система

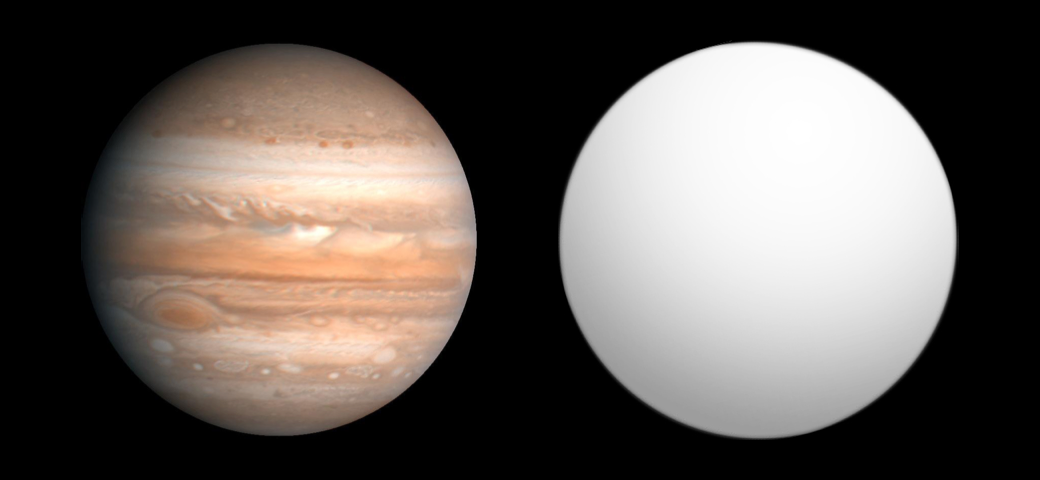
Сравнительные размеры HAT-P-17 b и Юпитера.

В 2010 году в рамках проекта HATNet командой астрономов было объявлено открытие сразу двух планет в системе: HAT-P-17 b и HAT-P-17 c. Обе они являются газовыми гигантами, однако если планета b принадлежит к классу горячих юпитеров, обращаясь очень близко вокруг родительской звезды, то планета c представляет собой планету с более холодной атмосферой. Первая имеет массу, равную половине массы Юпитера, вторая же превосходит массу Юпитера в 1,4 раза. Открытие было совершено транзитным методом.